# Jonas Aaen Jørgensen
Jonas Aaen Jørgensen (20 d'abril de 1986) és un ciclista danès, professional des del 2006. Actualment corre a l'equip Riwal Platform.
En el seu palmarès destaca la victòria al Gran Premi d'Isbergues de 2011.

## Palmarès
- 2007
  - 1r al Gran Premi de la vila de Zottegem
  - Vencedor d'una etapa al Gran Premi de Portugal
  - Vencedor d'una etapa al Triptyque des Monts et Châteaux
- 2008
  - 1r a la Vlaamse Havenpijl
- 2009
  -  Campió de Dinamarca de contrarellotge per equips
  - 1r a la Scandinavian Race Uppsala
  - Vencedor de 2 etapes a la Volta a Eslovàquia
  - Vencedor d'una etapa al Tour de Loir-et-Cher
  - Vencedor d'una etapa al Gran Premi Ringerike
- 2011
  - 1r al Gran Premi d'Isbergues
- 2014
  - 1r a la Scandinavian Race Uppsala

### Resultats a la Volta a Espanya
- 2011. 139è de la classificació general

### Resultats al Giro d'Itàlia
- 2012. 141è de la classificació general